# Olaf Falk
Olaf Falk (ur. 11 lipca 1905, zm. 25 sierpnia 1929) – szwedzki bokser kategorii średniej, brązowy medalista mistrzostw Europy.
W Mistrzostwach Europy 1927 w Berlinie zdobył  brązowy medal w wadze średniej.